# Olaine
Olaine  est une ville de la région de Vidzeme en Lettonie. C'est le centre administratif de la municipalité d'Olaine. Elle a 12 265 habitants pour une superficie de 6,824 km2.

## Géographie
La ville est située à 20 km au sud-ouest de la capitale de Lettonie Riga.
| - OpenStreetMap Limite communale. |

## Histoire
Nom historique de ce lieu a construit le suédois dans du XVIIe siècle au début de l'église Saint-Olai à la rivière Misa, où maintenant il y a un ancien cimetière Olaine. 1868 années en liaison avec le chemin de fer Riga-Jelgava (puis Mittava) a été construit dans la station « Olai ». Nom changé la fondation nationale de la Lettonie au cours de 1919, avec un autre des noms de lieux allemandsL’histoire d’Olaine est liée'. à une Tourbière voisine mise en exploitation en 1940. Olaine est devenue une ville en 1967. Olaine était auparavant un village situé à quelques kilomètres qui a été renommé Jaunolaine (Nouvel Olaine).

## Jumelage
- Riihimäki (Finlande)
- Nowa Sarzyna (Pologne)
- Karlskoga (Suède)

## Personnalités
- Gunta Baško-Melnbārde, joueuse lettone de basket-ball, née à Olaine en 1980 ;
- Žaneta Jaunzeme-Grende, ministre de la Culture de Lettonie en 2011-2013, née à Olaine en 1964 ;
- Dmitrijs Miļkevičs, coureur letton de demi-fond né à Olaine en 1981 ;